# لا کارلوتا
لا کارلوتا (به اسپانیایی: La Carlota) یک منطقهٔ مسکونی در آرژانتین است که در بخش خوارز سلمن واقع شده‌است. لا کارلوتا ۱۲٬۵۳۷ نفر جمعیت دارد و ۱۴۷ متر بالاتر از سطح دریا واقع شده‌است.